# Catedral de San José (Bucarest)
La Catedral de San José (en rumano: Catedrala Sfântul Iosif) es un monumento histórico y arquitectónico ubicado en Bucarest, y es el principal lugar de culto católico que sirve como la catedral de la arquidiócesis de Bucarest, la capital del país europeo de Rumania. La catedral fue construida entre 1875 y 1883 con el arquitecto Friedrich Schmidt en Viena y Carol Benesch. El edificio pertenece al historicismo y, especialmente, se presta a un estilo con características de arquitectura románica, con algunos elementos de la arquitectura gótica. El edificio es de 40 m de largo y 22 m de ancho. Es la más famosa iglesia católica de Bucarest.